# Cerdá
Cerdá (oficialmente y en valenciano Cerdà) es un municipio de la Comunidad Valenciana, España. Perteneciente a la provincia de Valencia, en la comarca de La Costera.

## Geografía
Integrado en la comarca de La Costera, se sitúa a 62 kilómetros de Valencia. El término municipal está atravesado por la autovía Almansa-Játiva (A-35) junto a su conexión con la Autovía del Mediterráneo (A-7), además de por carreteras locales que permiten la comunicación con Vallés, Canals y Alcudia de Crespins. Por el norte tiene continuidad urbana con Torrella.
La superficie del término es prácticamente llana, aunque su término municipal es muy disperso, contando con numerosos exclaves cercanos. Así, el punto elevado más destacado se sitúa en un exclave al oeste, en El Castellet (270 m). La altitud oscila entre los 300 m en un exclave al oeste y los 120 m al este. El pueblo se alza a 146 m sobre el nivel del mar.

### Localidades limítrofes
| Noroeste: Torrella | Norte: Torrella | Nordeste: Torrella                         |
| Oeste: Torrella    |                 | Este: Torrella                             |
| Suroeste: Canals   | Sur: Canals     | Sureste: La Granja de la Costera (exclave) |

Los exclaves del municipio limitan también con Játiva, Llanera de Ranes y Vallés.

## Historia

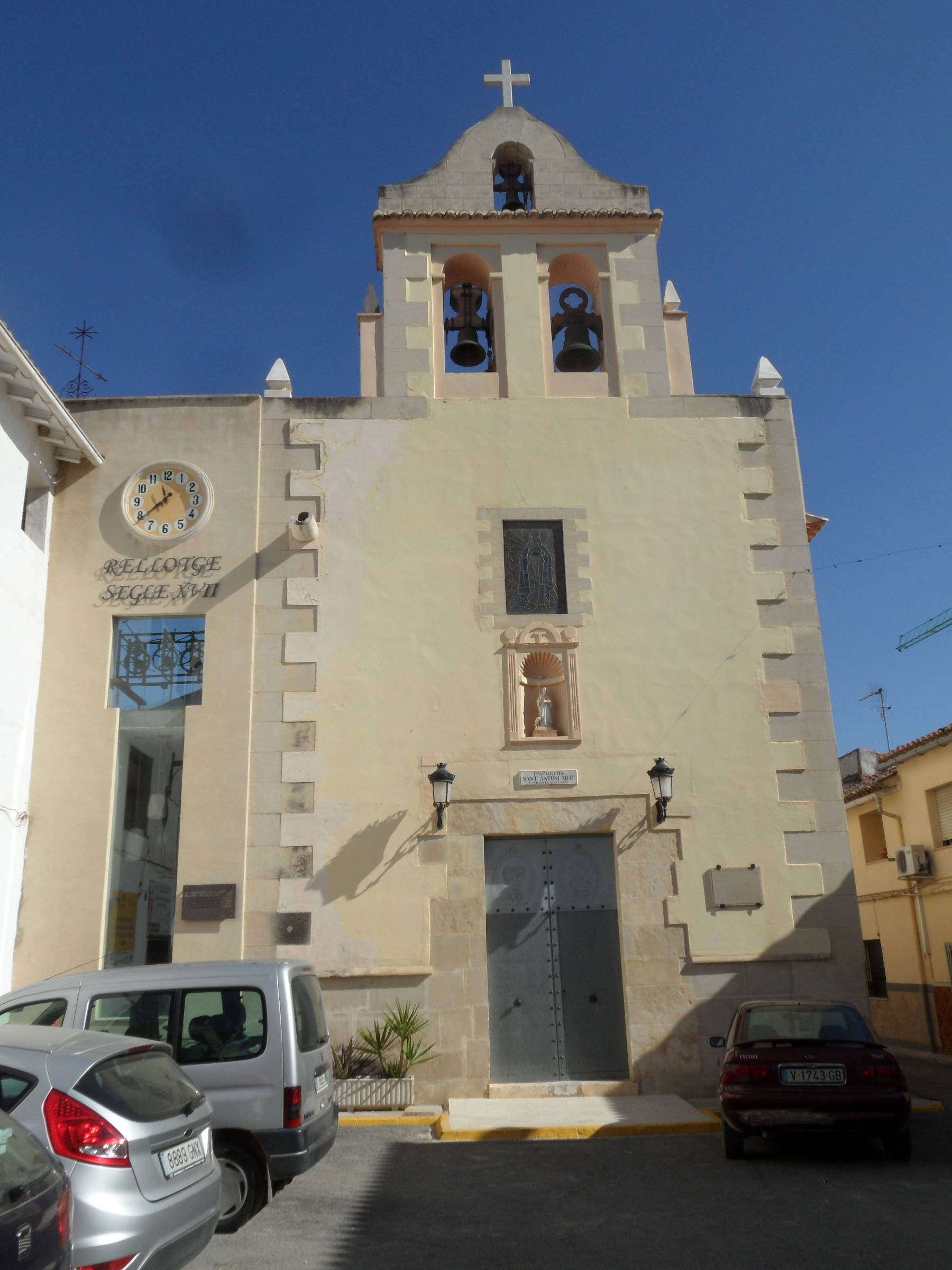
Iglesia de San Antonio Abad.

Son escasos los datos de la historia antigua que se tienen de este término, se limitan a una posible necrópolis romana cuyos restos, poco característicos, aparecieron en el Torrente de Fenollet. Se sabe que fue lugar de moriscos y que perteneció a la familia Cerdá, de la que tomó nombre.
Desde tiempos remotos en tierras lejanas los descendientes de la familia Cerdá han sido filósofos, científicos y destacados médicos. Los descendientes en tierras castellanas perdieron el acento del apellido.

## Demografía
Cerdá cuenta con una población de 367 habitantes (INE 2024).
| Gráfica de evolución demográfica de Cerdá entre 1842 y 2021                                                         |
| |
| Población de derecho según los censos de población del INE Población de hecho según los censos de población del INE |

## Economía

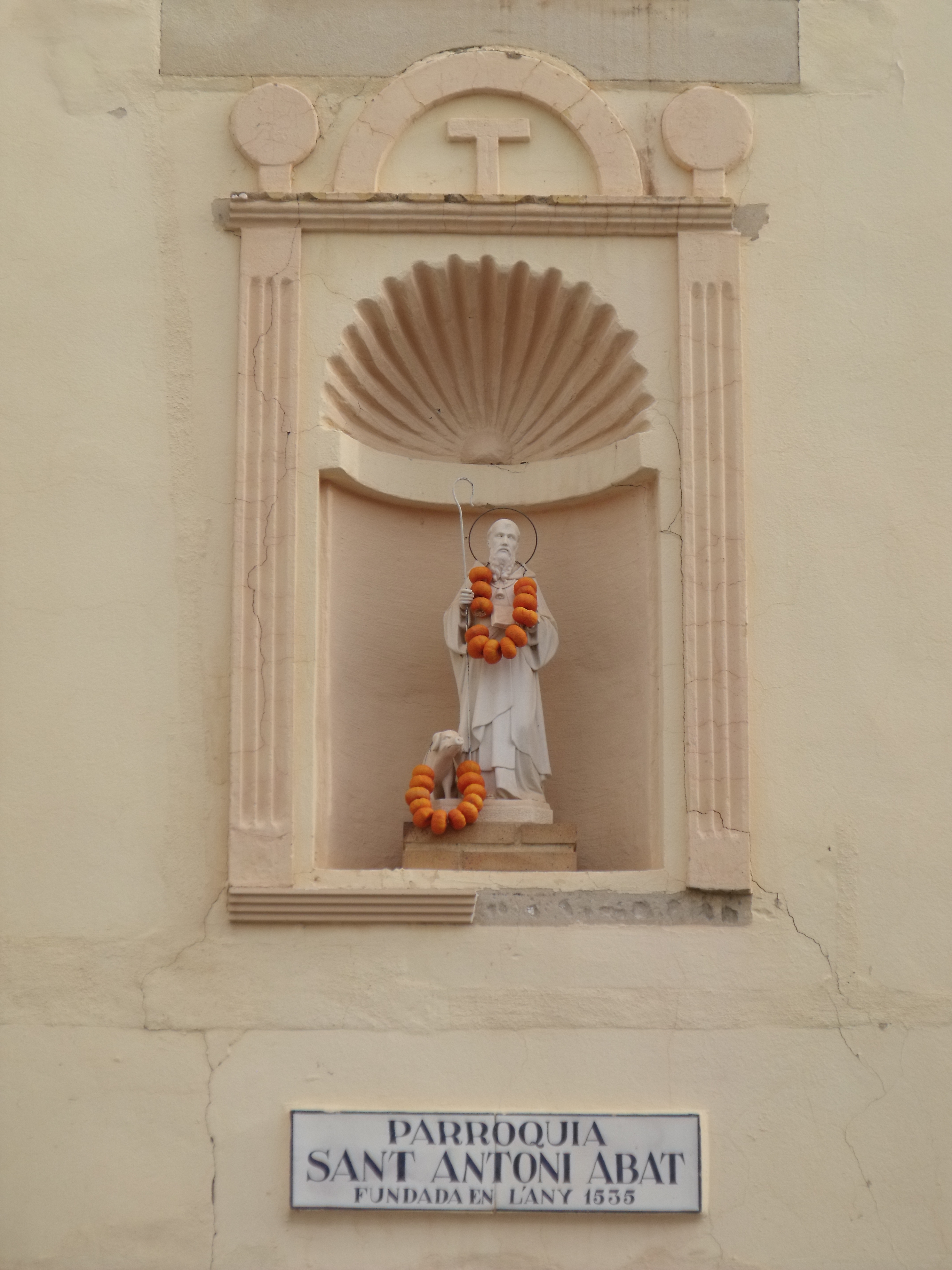
Imagen de San Antonio Abad (Sant Antoni del Porquet) en Cerdá, decorada por su festividad. Museo Valenciano de Etnología

En las zonas de regadío se cosechan naranjas, limones, manzanas, cereales y frutas viarias. En el secano se cultivan olivos, algarrobos y vid.
La tierra sin cultivar se dedica a pastos. Hay ganado lanar.

## Administración y política
| Periodo   | Nombre                    | Partido       |
| --------- | ------------------------- | ------------- |
| 1979-1983 | José Segrelles Llácer     | independiente |
| 1983-1987 | José Albertos Valles      | PSOE          |
| 1987-1991 | José Albertos Valles      | PSOE          |
| 1991-1995 | José Albertos Valles      | PSOE          |
| 1995-1999 | José Rafael Serra Revert  | PP            |
| 1999-2003 | José Rafael Serra Revert  | PP            |
| 2003-2007 | José Rafael Serra Revert  | PP            |
| 2007-2011 | José Rafael Serra Revert  | PP            |
| 2011-2015 | José Rafael Serra Revert  | PP            |
| 2015-2019 | Jose Luis Gijón Segrelles | PSPV-PSOE     |
| 2019-2023 | Jose Luis Gijón Segrelles | PSPV-PSOE     |
| 2023-act. | Jose Luis Gijón Segrelles | PSPV-PSOE     |

## Patrimonio
- Iglesia parroquial. Está dedicada a San Antonio Abad.

## Fiestas
- Fiestas Patronales. Celebra sus fiestas patronales a San Antonio Abad el 17 de enero.